# Užpaliai
Užpaliai (in polacco Uszpolski, in russo Ушполь) è una città del distretto di Utena della contea omonima, nel nord-est della Lituania. Secondo un censimento del 2011, la popolazione ammonta a 758 abitanti. L’insediamento si è sviluppato nei pressi del fiume Šventoji.
Costituisce il centro principale dell’omonima seniūnija.

## Storia

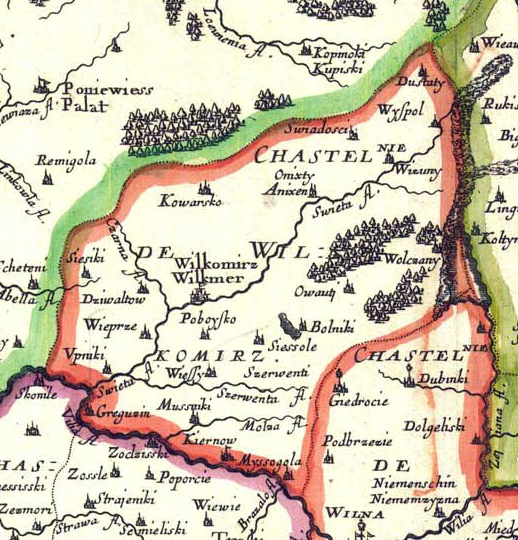
Užpaliai (Wyspol) su una mappa del 1665 di Nicolas Sanson

Užpaliai è nominato per la prima volta in fonti ufficiali nel 1261 sotto il regno di Mindaugas. 
La comunità ebraica è stata sempre una costanza numerosa nel corso dei secoli: nel 1897, per esempio, si contano 691 abitanti semiti su un totale di 740. 
Nel luglio 1941, diverse comunità ebraiche del luogo furono uccise in esecuzioni di massa dalle truppe d’assalto tedesche e dai nazionalisti lituani in vari luoghi dell’intero Paese baltico.

## Galleria d’immagini

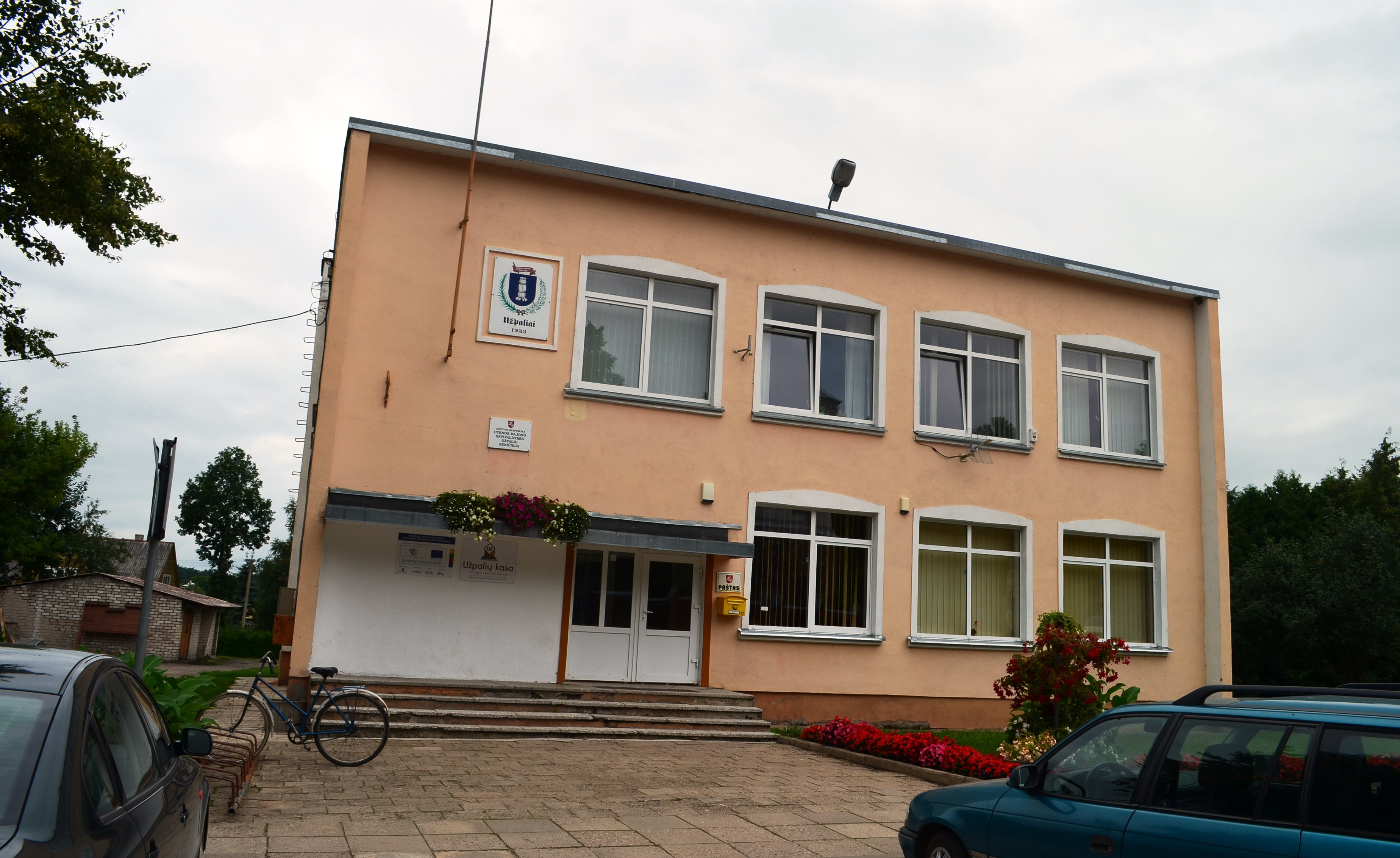
Parrocchia
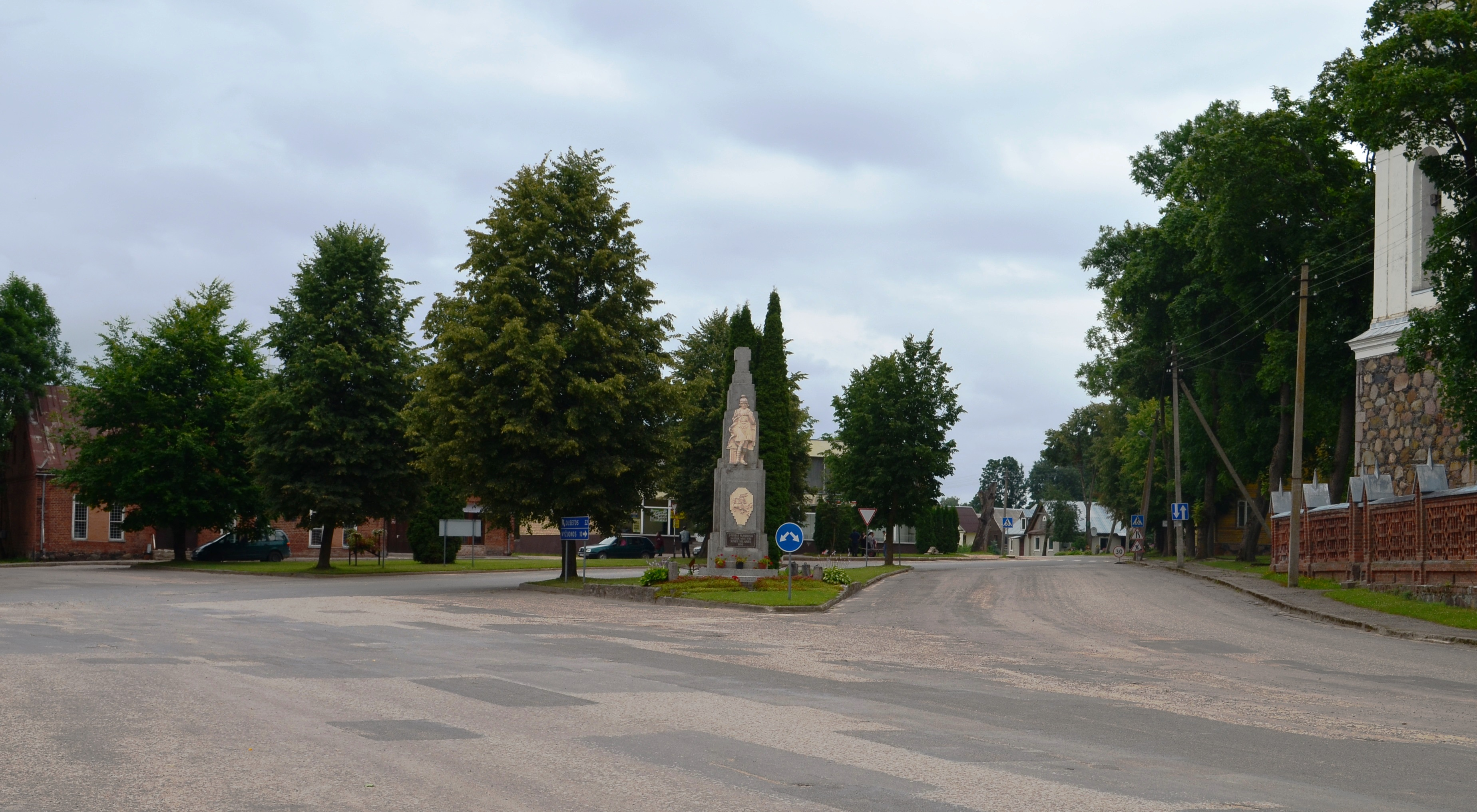
Centro città
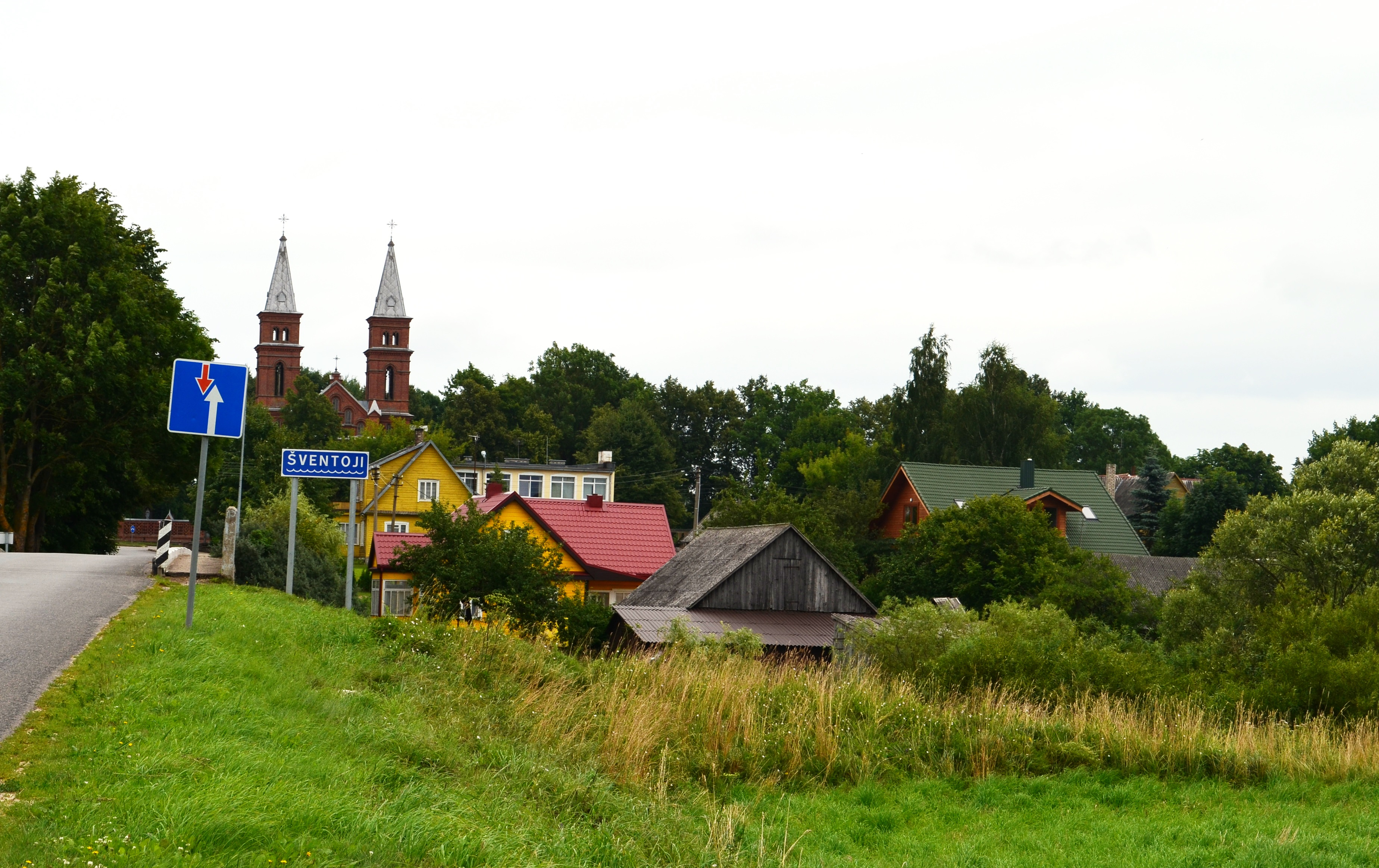
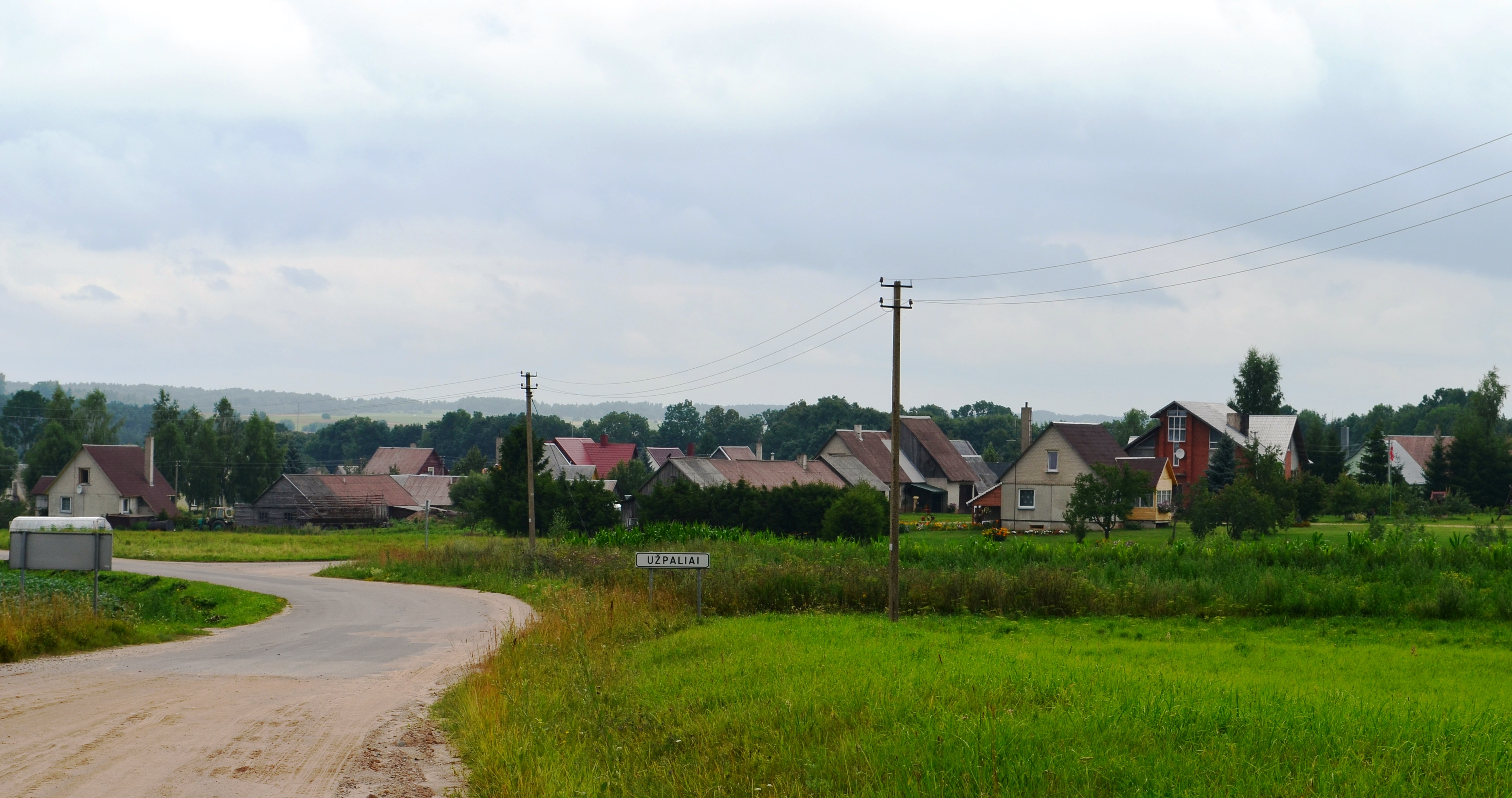
Ingresso sulla strada da Utena e ponte sul fiume Šventoji
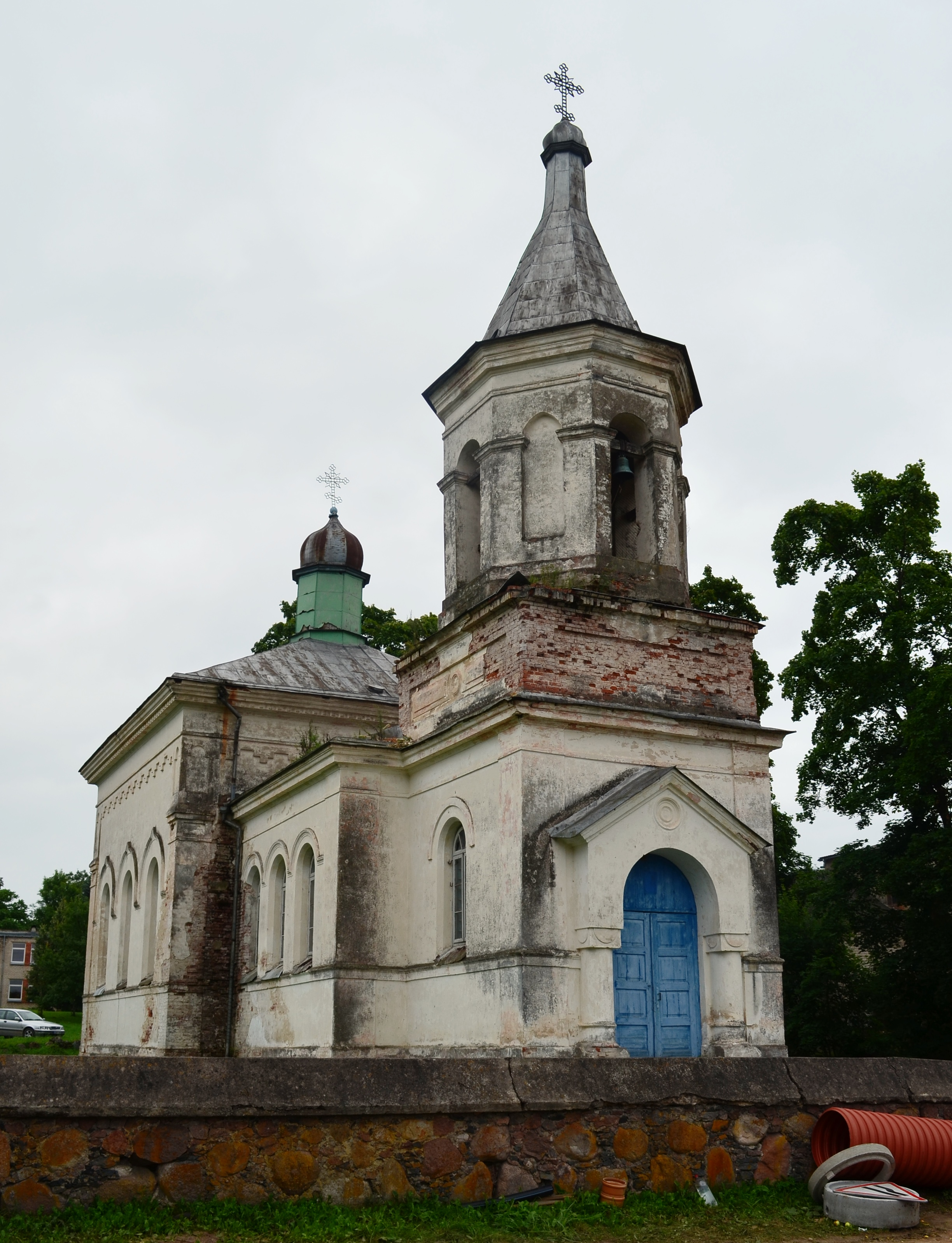
Chiesa ortodossa
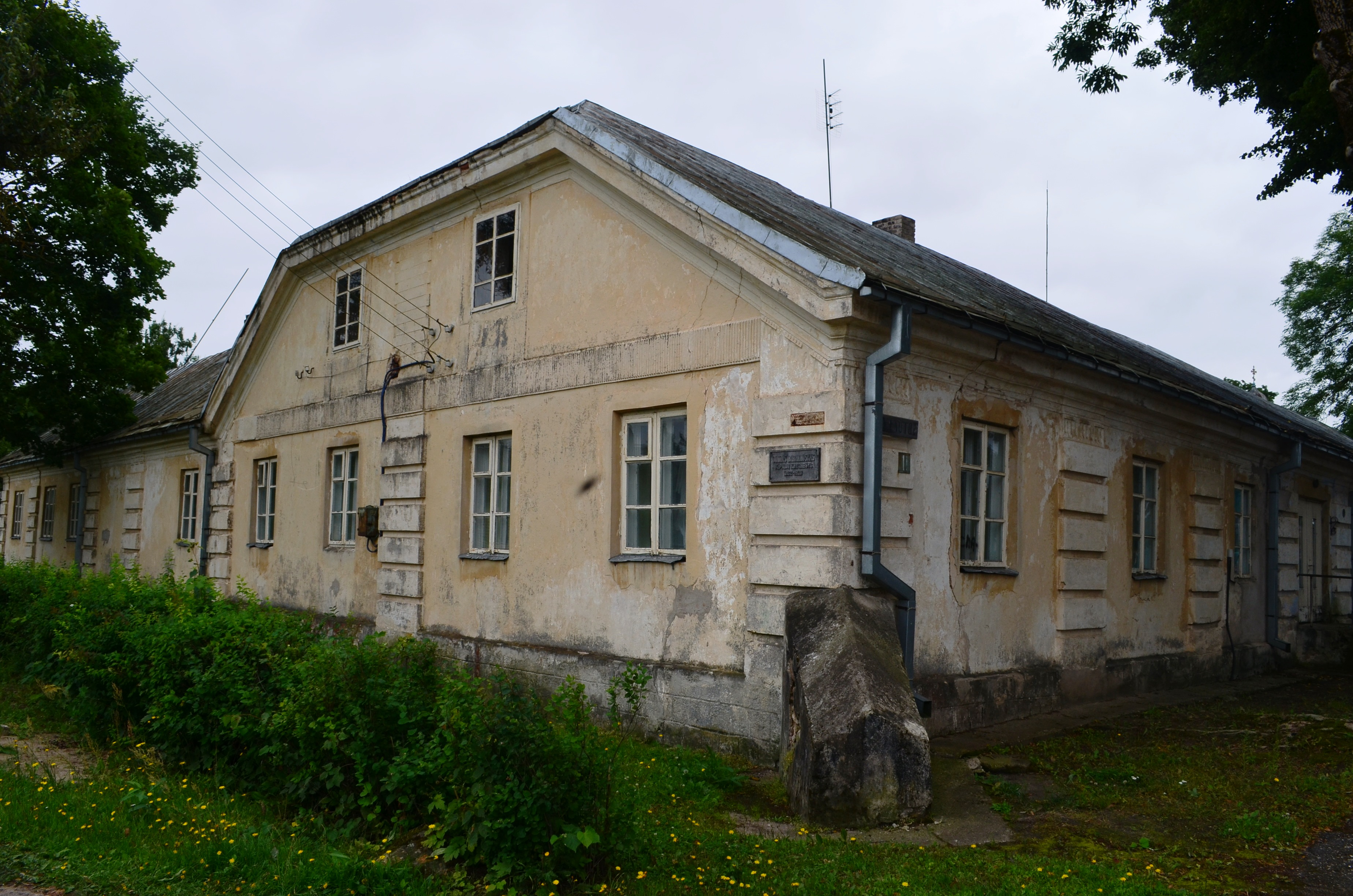
Casa del contrabbandiere di libri Juozas Baranauskas